# Merve Sevi
Merve Sevi (* 24. Juli 1987 in Istanbul) ist eine türkische Schauspielerin. 

## Biografie
Sevi wurde am 24. Juli 1987 in Istanbul geboren. Sie ist lasischer Abstammung. Ihre Familie stammt aus Arhavi. Sie entschied sich nach ihrem Hochschulabschluss, Theater an der Yeditepe-Universität zu studieren. Zu sehen war sie in Omuz Omuza, Hayat Bilgisi und Yalanci Yarim, einer Fernsehserie, durch die sie im Besonderen zu größerer Bekanntheit gelangte. Vorher hatte sie bereits in einer Werbefilmproduktion mitgewirkt. 
Für ihre Rolle in der Serie Yalanci Yarim musste sie ihr Studium abbrechen. Sie spielt darin das reiche, verwöhnte Mädchen Naz, das sich mit der Zeit in ihren Chauffeur verliebt. Ihr Studium möchte sie trotz Erfolgen im Fernsehen zu einem späteren Zeitpunkt fortführen. Anschließend bekam sie 2007 in Dağlar Delisi die Hauptrolle. 2011 spielte Sevi in der Serie İzmir Çetesi mit. Unter anderem trat sie 2015 in Hayat Mucizelere Gebe auf.

## Filmografie
- 2003: Hayat bilgisi (TV-Serie)
- 2004: Omuz omuza (TV-Serie)
- 2006: Yalancı Yarim (TV-Serie)
- 2007: Dağlar Delisi (TV-Serie)
- 2008: Hayat Güzeldir (TV-Serie)
- 2008: Doktorlar (TV-Serie)
- 2010: İhanet (TV-Serie)
- 2011: Yalanci Bahar (TV-Serie)